# Thalassoalaimus rotundicaudatus
Thalassoalaimus rotundicaudatus är en rundmaskart som beskrevs av Nikolai Nikolaievich Filipjev 1927. Thalassoalaimus rotundicaudatus ingår i släktet Thalassoalaimus och familjen Oxystominidae. Arten är reproducerande i Sverige. Inga underarter finns listade i Catalogue of Life.